# Підзвіринецька сільська рада
Підзвіринецька сільська рада  — колишній орган місцевого самоврядування у Городоцькому районі Львівської області з центром у с. Підзвіринець.

## Населені пункти
Сільраді були підпорядковані населені пункти:
- с. Підзвіринець
- с. Грабине
- с. Лівчиці

## Склад ради
- Сільський голова: Гавриленко Михайло Іванович
- Секретар сільської ради: Куріча Любов Федорівна
- Загальний склад ради: 16 депутатів

### Керівний склад ради
| ПІБ                         | Основні відомості                                                                          | Дата обрання | Дата звільнення |
| --------------------------- | ------------------------------------------------------------------------------------------ | ------------ | --------------- |
| Гавриленко Михайло Іванович | Сільський голова, 1956 року народження, освіта                                             | 26.03.2006   | 31.10.2010      |
| Гавриленко Михайло Іванович | Сільський голова, 1956 року народження, освіта вища, член політичної партії 'Наша Україна' | 31.10.2010   |                 |

Примітка: таблиця складена за даними джерела

### Депутати
Результати місцевих виборів 2010 року за даними ЦВК
| № зп                                                | № округу                                            | Прізвище, ім'я, по батькові                         | Дата визнання обраним                               | Відомості про обраного депутата                                                                                          |
| Політична партія Всеукраїнське об'єднання «Свобода» | Політична партія Всеукраїнське об'єднання «Свобода» | Політична партія Всеукраїнське об'єднання «Свобода» | Політична партія Всеукраїнське об'єднання «Свобода» | Політична партія Всеукраїнське об'єднання «Свобода»                                                                      |
| --------------------------------------------------- | --------------------------------------------------- | --------------------------------------------------- | --------------------------------------------------- | --- |
| 1                                                   | 7                                                   | Волянська Марія Стефанівна                          | 01.11.2010                                          | Освіта вища, член Всеукраїнського об'єднання «Свобода», приватний підприємець                                            |
| 2                                                   | 11                                                  | Кучменда Іван Михайлович                            | 01.11.2010                                          | Освіта вища, позапартійний, Мостиське управління водного господарства, інженер                                           |
| Самовисування                                       |                                                     |                                                     |                                                     | |
| 1                                                   | 1                                                   | Винарчик Ярослава Ярославівна                       | 01.11.2010                                          | Освіта вища, член Політичної партії «Наша Україна», Підзвіринецька загальноосвітня школа I–III ст., заступник директора  |
| 2                                                   | 2                                                   | Ташак Андрій Якович                                 | 01.11.2010                                          | Освіта середня, позапартійний, тимчасово не працює                                                                       |
| 3                                                   | 3                                                   | Толочко Леся Василівна                              | 01.11.2010                                          | Освіта вища, позапартійна, Страхова компанія «Оранта», агент                                                             |
| 4                                                   | 4                                                   | Куріча Любов Федорівна                              | 01.11.2010                                          | Освіта середня, позапартійна, Підзвіринецька сільська рада, секретар                                                     |
| 5                                                   | 5                                                   | Яцик Андрій Степанович                              | 01.11.2010                                          | Освіта вища, позапартійний, тимчасово не працює                                                                          |
| 6                                                   | 6                                                   | Попко Стефан Павлович                               | 01.11.2010                                          | Освіта середня, позапартійний, приватний підприємець                                                                     |
| 7                                                   | 8                                                   | Андрушко Михайло Іванович                           | 01.11.2010                                          | Освіта вища, член Всеукраїнського об'єднання «Батьківщина», Управління праці і соціального захисту, соціальний працівник |
| 8                                                   | 9                                                   | Вегера Володимир Олексійович                        | 01.11.2010                                          | Освіта вища, позапартійний, дошкільний навчальний заклад с. Переможне, музичний керівник                                 |
| 9                                                   | 10                                                  | Попко Леся Іванівна                                 | 01.11.2010                                          | Освіта вища, позапартійна, КП «Комарик», бухгалтер                                                                       |
| 10                                                  | 12                                                  | Подібка Ганна Ярославівна                           | 01.11.2010                                          | Освіта середня, позапартійна, тимчасово не працює                                                                        |
| 11                                                  | 13                                                  | Ковалко Петро Іванович                              | 01.11.2010                                          | Освіта вища, член Всеукраїнського об'єднання «Батьківщина», Комарнівський газопромисел, оператор                         |
| 12                                                  | 14                                                  | Литвинюк Софія Андріївна                            | 01.11.2010                                          | Освіта вища, позапартійна, пенсіонер                                                                                     |
| 13                                                  | 15                                                  | Проць Ярослав Миколайович                           | 01.11.2010                                          | Освіта середня, позапартійний, пенсіонер                                                                                 |
| 14                                                  | 16                                                  | Пасічник Олена Петрівна                             | 01.11.2010                                          | Освіта вища, член Всеукраїнського об'єднання «Батьківщина», Андріянівська загальноосвітня школа I ст., завідувач         |